# Lacusovagus
Lacusovagus ("jezerní tulák") je vyhynulý rod pterodaktyloidního ptakoještěra, žijícího v období spodní křídy (zřejmě stupeň apt) na území dnešní Brazílie. Byl popsán na základě materiálu, označeného jako SMNK PAL 4325. Jedná se o částečné zachované rostrum, tedy část lebky před očnicemi. Lebka byla dlouhá (v kompletním stavu přes 70 cm) a její zvláštností byla také relativně značná šířka. Podivná je rovněž kombinace bezzubých čelistí a žádného lebečního hřebene.
Lacusovagus byl popsán v roce 2008 Markem Wittonem. Typovým druhem je L. magnificens. V současnosti se stále jedná o největší známý druh pterosaura ve formaci Crato, jehož rozpětí křídel mohlo zřejmě přesáhnout 5 metrů.